# Erik Andersson i Basterås
Erik Andersson (i riksdagen kallad Andersson i Basterås), född 23 juni 1819 i Örby socken i Älvsborgs län, död 26 mars 1893 i Fritsla församling i Älvsborgs län, var en svensk fabrikör och politiker.
Andersson företrädde bondeståndet i Marks, Vedens och Bollebygds härader vid ståndsriksdagen 1862–1863. Han var då suppleant i allmänna besvärs- och ekonomiutskottet och ledamot i förstärkta bevillningsutskottet. Han var senare ledamot av riksdagens andra kammare 1867–1868, invald i Marks härads valkrets i Älvsborgs län. Han tillhörde Lantmannapartiet i andra kammaren.  Han skrev en egen motion i andra kammaren om ökat anslag till tekniska skolan i Borås.